# سيزيانو (بافيا)
سيزيانو (بالإيطالية: Siziano)‏ هي بلدة تقع في مقاطعة بافيا بإقليم لومبارديا في شمال إيطاليا. تبلغ مساحة هذه المدينة 11.8 (كم²)، وترتفع عن سطح البحر م، بلغ عدد سكانها 5584 نسمة في عام 2004 حسب إحصاء المعهد الوطني للإحصاء.

## السكان
في سنة 1861 بلغ عدد السكان 1٬665 نسمة، وتطور العدد ليصل في سنة 2011 لـ 5٬807 نسمة.
يظهر هذا المخطط البياني تطور النمو السكاني لـ سيزيانو (بافيا)

## وصلات خارجية
- الموقع الرسمي